# ساحة يوسف العظمة
ساحة يوسف العظمة، أحد الساحات الهامة في وسط مدينة دمشق. تحوي الساحة، نصب يوسف العظمة، وقد سميّت تخليدًا له، بوصفه شهيد وقائد الجيش السوري في معركة ميسلون عام 1920. عام 2007 تم إعادة تأهيل الساحة، برصفها بحجر البازلت الأسود وزراعة شجر النارنج على جميع الطرق المؤدية اليها وزرع المنصفات بالازهار ورصف الساحة بحجر اللبون وتغيير نظام نوافير المياه. تقع الساحة على مقربة من ساحة السبع بحرات، وهي تحوي مقر مبنى محافظة دمشق، وعدد من المباني الهامة الخدمية والسكنية، ومنها فندق الشام.